# FK Gornji Rahić
FK Gornji Rahić je bosanskohercegovački nogometni klub iz Gornjeg Rahića u Distriktu Brčko.

## Povijest
Klub je osnovan 1936. godine. Nakon rata igrali su na različitim razinama natjecanja.  U sezoni 2022./23. osvojili su 5. mjesto u Drugoj ligi FBiH Sjever, ali su kao jedini klub koji ispunjava kriterije za licencu igrali doigravanje za ulazak Prvu ligu FBiH. U doigravanju su bili bolji od bugojanske Iskre (2:0, 2:1).